# 이진현
이진현(李鎭賢, 1997년 8월 26일 ~ )는 대한민국의 축구 선수로 현재 K리그1의 울산 HD에서 공격형 미드필더, 오른쪽 윙어, 중앙 미드필더로 활동 중이며 2018년 아시안 게임 금메달리스트이다.

## 구단 경력
포항제철초등학교, 포항제철중학교, 포항제철고등학교를 거쳐 2016년 고향팀인 포항 스틸러스에 우선 지명된 뒤 성균관대학교에 입학했다.
그리고 2017년 8월 오스트리아 분데스리가의 아우스트리아 빈에 입단했으나 동년 12월까지만 아우스트리아 빈 소속으로 뛰었고 이듬해인 2018년 1월 포항 정식 입단 후 아우스트리아 빈에 임대되는 형식으로 계약을 체결했으며 2017-18년 UEFA 유로파리그 조별리그 3경기에 출전하기도 했다.
그 후 1년간의 오스트리아 임대 생활을 마치고 여름 이적 시장을 통해 포항으로 복귀하여 같은 해 7월 21일 전남 드래곤즈와의 2018년 K리그1 19라운드 경기에서 포항 복귀 이후 첫 골을 터뜨렸고 이후 2019 시즌까지 공식전 38경기 6득점·3어시스트를 기록하며 2017 시즌에서 리그 7위에 그쳤던 포항을 2연속 리그 4위로 이끌었다.
그리고 2020 시즌에는 대구 FC 소속으로 공식전 23경기를 소화했고2020 시즌 종료 후 대전 하나 시티즌으로 트레이드되어2021 시즌에서는 22경기 1득점·3어시스트를 기록하며 2021년 K리그2 플레이오프 진출을 이끈 뒤 2022 시즌에서는 리그 27경기 4득점·5어시스트로 팀내 최다 도움왕에 이름을 올렸으며 김천 상무와의 2022년 K리그 승강 플레이오프 2차전 원정 경기에서도 멀티골을 폭발시키며 대전의 8년만의 K리그1 복귀에 기여했다.
2023 시즌 후, 대전을 떠나 푸슈차 니에포워미체로 이적하였고, 2025년 1월 5일에 울산 HD로 이적하였다.

## 국가대표 경력
대한민국 U-20 대표팀의 일원으로 2015년 그라나트킨 메모리얼 국제 축구 대회에 출전하여 팀의 준우승에 일조했고 2년 후 자국에서 열린 2017년 FIFA U-20 월드컵 본선에도 출전했으나 팀은 16강에서 포르투갈에 패하며 탈락의 고배를 마셨다.
그 후 대한민국 U-23 대표팀 소속으로 이듬해에 열린 2018년 아시안 게임에 출전하여 대한민국의 2연속 아시안 게임 금메달이자 통산 5번째 아시안 게임 금메달 획득에 이바지했다.
이후 같은 해 10월 1일 우루과이, 파나마전을 앞두고 파울루 벤투 감독이 이끄는 대한민국 A대표팀 출전 명단에 이름을 올렸음에도 출전하지 못했고 11월 17일 부산아시아드주경기장에서 열린 호주와의 친선 경기에서 후반 35분 이청용과의 교체 투입을 통해 국제 A매치 데뷔전을 가졌으며 3일 후 우즈베키스탄과의 친선 경기에서도 후반 30분 이청용과 교체 투입된지 5분만에 석현준의 4번째 득점을 어시스트하며 A매치 첫 공격 포인트를 기록했다.

## 수상

### 클럽
대전 하나 시티즌
- K리그2 : 준우승 (2022)

### 국가대표팀
대한민국 U-20
- 그라나트킨 메모리얼 : 준우승 (2015)

대한민국 U-23
- 아시안 게임 : 금메달 (2018)